# 西季希夫
49°55′35″N 24°7′23″E / 49.92639°N 24.12306°E
西季希夫（烏克蘭語：Ситихів），是烏克蘭西部的村莊，隸屬利維夫州的利維夫區。該村面積6.3平方公里，2001年人口347，人口密度每平方公里55.08人。